# In the Blood
In the Blood er en britisk stumfilm fra 1923 af Walter West.

## Medvirkende
- Victor McLaglen som Tony Crabtree
- Lilian Douglas som Marian
- Cecil Morton York som Sir James Crabtree
- Valia som Lady Crabtree
- John Gliddon som Ralph Hardy
- Arthur Walcott som Osman Shebe